# 長谷川アーリアジャスール
長谷川 アーリアジャスール（はせがわ アーリアジャスール、波: آریا جسورو هاسگاوا、1988年10月29日 - ）は、埼玉県鶴ヶ島市出身の元プロサッカー選手。現役時のポジションはミッドフィールダー（MF）。元日本代表。
妻は元グラビアアイドルの滝川綾。

## 来歴

### プロ入り前
父がイラン人で母が日本人。日本で育ち日本国籍を選択した。小学4年生のときにサッカーを始める。
小学時は長鶴サッカースポーツ少年団に在籍。中学時には坂戸ディプロマッツへ在籍。1学年上には小池純輝がいた。同3年時に、横浜F・マリノス専門スカウトが練習試合を直接訪れ、当時横浜FMユース監督を務めていた安達亮も獲得を望んだ事から横浜FMユース入団に至った。ユース時代はボランチの位置でゲームメーカーとしてプレー。ユース同期には斎藤陽介、田代真一、大久保翔、木村勝太、武田英二郎、森谷賢太郎などがいた。当時の憧れはブラジルのカカ。

### 横浜F・マリノス
2007年、斉藤、田代と共に横浜FMトップチームへ昇格。早野宏史監督によって3月3日の開幕戦先発メンバーに抜擢されると、山瀬功治の決勝点をアシストする活躍を見せた。続くJ1第2節もフル出場。しかし、同月13日の練習中に右第5中足骨基部骨折し戦線を離脱。FIFA U-20ワールドカップ2007の出場を逃した。その後も負傷に苦しみ、以降は出場機会を得られなかった。2008年6月、プロA契約を締結。同年のJ1第33節・東京ヴェルディ戦では、後方から飛び出して相手のクリアボールをカットし、そのまま相手ゴールへ猛進。冷静にゴールマウスへ流し込み、プロ初得点を挙げた。2009年からは、本職のボランチに加えトップ下など攻撃的なポジションでもプレー。相手の守備ブロックの間に入り込み、シンプルなパスでチャンスを作った。2010年にはFWも務めた。2011年末、横浜FMから慰留される中、アルビレックス新潟、FC東京からオファーを受け争奪となった。

### FC東京
2012年よりFC東京へ完全移籍。シーズン前のスーパーカップやJ1第2節名古屋戦で早々と得点を挙げたことに加え、持ち前のパスとドリブルを織り交ぜた推進力がチームとかみ合ったことで 才能を開花させ、ランコ・ポポヴィッチ監督の下でスターティングメンバーに定着。ボランチ、サイドハーフ、トップ下と複数のポジションを柔軟に務め、相手からのプレスを受ける中でも安定した連係プレーで守備網を破った。自身にとって初参戦となったAFCチャンピオンズリーグでの活躍からイラン代表の候補にもリストアップされたが、5月、キリンチャレンジカップ・アゼルバイジャン戦に臨む日本代表に初招集され、ベンチ入りしたものの出場は無かった。2013年はFC東京での副主将に就任。同年9月、東慶悟の欠場に併せて左サイドハーフからトップ下へ移ると、躍動感溢れるプレーで同月のリーグ戦連勝を支え、クラブ初となるJリーグ月間MVP を受賞した。シーズン終了後にはFC東京との契約延長を基本合意。

### セレッソ大阪
2014年、長谷川が父と慕うポポヴィッチ はセレッソ大阪の指揮を執るに当たり、自身の戦術を体現する選手 として長谷川獲得を熱望。長谷川も自身の出場機会を重視したことで 移籍を決断し、1月に同クラブへの完全移籍が発表された。攻撃陣との好連携を築き、J1第4節鹿島戦では強烈なミドルシュートを突き刺して 移籍後初得点を記録した。その後はチームの不調もあって中盤でバランスを取る役割を強いられ、苦心のプレーが続いた。

### レアル・サラゴサ
2015年7月、ポポヴィッチが指揮するスペイン2部のレアル・サラゴサへ完全移籍。同年8月の開幕節ミランデス戦で早速フル出場。同年12月のポポヴィッチ解任や外国籍枠を確保したいクラブ首脳陣の思惑により、2016年1月にサラゴサとの契約を解除。

### 湘南ベルマーレ
2016年3月、湘南ベルマーレに加入。即座に適応し、攻撃のアクセントや 体を張る献身的プレーで貢献 するが、チームはJ2降格。

### 大宮アルディージャ
2017年、地元クラブの大宮アルディージャへ完全移籍。大宮ではベンチ暮らしが長く、チームもJ2に降格した。

### 名古屋グランパス
2018年より名古屋グランパスに完全移籍で加入。2019シーズンは主力としてリーグ戦30試合に出場したが、翌2020シーズンは1月のトレーニング中に右脛骨を骨折した 影響もあり、デビュー以来初の公式戦出場無しに終わった。

### 町田ゼルビア
2021年よりポポヴィッチが指揮するFC町田ゼルビアに完全移籍で加入。
2022年11月3日、契約満了を発表。

### ガイナーレ鳥取
町田退団後の2023年は移籍先が決まらず、当時東京都リーグ1部所属のSHIBUYA CITY FCに練習参加していた が、4月からガイナーレ鳥取への移籍が決まった。
2024年シーズン終盤に現役を引退することを発表。同年11月17日開催のホーム最終戦（ツエーゲン金沢戦）終了後に引退セレモニーが設定された。
2025年より、ガイナーレ鳥取クラブアンバサダーに就任した。

## エピソード
- レアル・サラゴサ時代を除き、Jリーグでは2014年から2017年までに所属した3クラブ連続でJ2降格するという憂き目に遭っている。
  - 2014年 - セレッソ大阪 17位降格
  - 2016年 - 湘南ベルマーレ 17位降格
  - 2017年 - 大宮アルディージャ 18位降格
- FC東京時代に作られた個人チャントは荻野目洋子の恋してカリビアン。これはC大阪、サラゴサ、名古屋、町田を除く後の移籍クラブでも継承されている。
  - C大阪時代は代々エースナンバー8番に受け継がれる同曲チャントが存在していたため不採用(ジ・エンターテイナーを採用)。名古屋には同曲チャントはないが不採用(ZIGGYのGLORIAを採用)。町田ではコロナ禍もあり制作せず。
- 2015年2月に元グラビアアイドルの滝川綾と入籍[4] 同年10月に第一子の長男が、2019年1月に第二子の次男が誕生[59][60]。2023年4月には第三子となる三男が誕生[61]。
- 妻である滝川綾はモーニング娘。の生田衣梨奈のいとこである[4][62][63][64][65]。

## 所属クラブ
- 1995年 - 2000年 長鶴サッカースポーツ少年団 (鶴ヶ島市立鶴ヶ島第一小学校)[10]
- 2001年 - 2003年 坂戸ディプロマッツ (鶴ヶ島市立鶴ヶ島中学校)[10]
- 2004年 - 2006年 横浜F・マリノスユース (横浜創英高校)[10]
- 2007年 - 2011年  横浜F・マリノス
- 2012年 - 2013年  FC東京
- 2014年 - 2015年7月  セレッソ大阪
- 2015年 - 2016年1月  レアル・サラゴサ
- 2016年  湘南ベルマーレ
- 2017年  大宮アルディージャ
- 2018年 - 2020年  名古屋グランパス
- 2021年 - 2022年  FC町田ゼルビア
- 2023年4月 - 2024年  ガイナーレ鳥取

## 個人成績
| 国内大会個人成績 | 国内大会個人成績 | 国内大会個人成績 | 国内大会個人成績 | 国内大会個人成績 | 国内大会個人成績 | 国内大会個人成績 | 国内大会個人成績 | 国内大会個人成績 | 国内大会個人成績 | 国内大会個人成績 | 国内大会個人成績 |
| 年度             | クラブ           | 背番号           | リーグ           | リーグ戦         | リーグ戦         | リーグ杯         | リーグ杯         | オープン杯       | オープン杯       | 期間通算         | 期間通算         |
| 年度             | クラブ           | 背番号           | リーグ           | 出場             | 得点             | 出場             | 得点             | 出場             | 得点             | 出場             | 得点             |
| 日本             | 日本             | 日本             | 日本             | リーグ戦         | リーグ戦         | リーグ杯         | リーグ杯         | 天皇杯           | 天皇杯           | 期間通算         | 期間通算         |
| ---------------- | ---------------- | ---------------- | ---------------- | ---------------- | ---------------- | ---------------- | ---------------- | ---------------- | ---------------- | ---------------- | ---------------- |
| 2007             | 横浜FM           | 29               | J1               | 2                | 0                | 0                | 0                | 0                | 0                | 2                | 0                |
| 2008             | 横浜FM           | 29               | J1               | 8                | 1                | 4                | 0                | 3                | 0                | 15               | 1                |
| 2009             | 横浜FM           | 29               | J1               | 21               | 0                | 7                | 1                | 3                | 0                | 31               | 1                |
| 2010             | 横浜FM           | 8                | J1               | 19               | 2                | 2                | 0                | 1                | 0                | 22               | 2                |
| 2011             | 横浜FM           | 8                | J1               | 23               | 1                | 3                | 0                | 2                | 0                | 28               | 1                |
| 2012             | FC東京           | 8                | J1               | 28               | 3                | 4                | 0                | 1                | 0                | 33               | 3                |
| 2013             | FC東京           | 8                | J1               | 32               | 5                | 5                | 0                | 5                | 0                | 42               | 5                |
| 2014             | C大阪            | 5                | J1               | 30               | 1                | 2                | 2                | 3                | 0                | 35               | 3                |
| 2015             | C大阪            | 5                | J2               | 19               | 3                | -                | -                | -                | -                | 19               | 3                |
| スペイン         | スペイン         | スペイン         | スペイン         | リーグ戦         | リーグ戦         | 国王杯           | 国王杯           | オープン杯       | オープン杯       | 期間通算         | 期間通算         |
| 2015-16          | サラゴサ         | 7                | セグンダ         | 8                | 0                | 2                | 0                | -                | -                | 10               | 0                |
| 日本             | 日本             | 日本             | 日本             | リーグ戦         | リーグ戦         | リーグ杯         | リーグ杯         | 天皇杯           | 天皇杯           | 期間通算         | 期間通算         |
| 2016             | 湘南             | 15               | J1               | 24               | 1                | 2                | 1                | 3                | 0                | 29               | 2                |
| 2017             | 大宮             | 28               | J1               | 16               | 0                | 3                | 0                | 3                | 0                | 22               | 0                |
| 2018             | 名古屋           | 9                | J1               | 18               | 0                | 5                | 0                | 2                | 0                | 25               | 0                |
| 2019             | 名古屋           | 9                | J1               | 30               | 3                | 7                | 3                | 0                | 0                | 37               | 6                |
| 2020             | 名古屋           | 9                | J1               | 0                | 0                | 0                | 0                | -                | -                | 0                | 0                |
| 2021             | 町田             | 18               | J2               | 40               | 7                | -                | -                | 0                | 0                | 40               | 7                |
| 2022             | 町田             | 18               | J2               | 38               | 4                | -                | -                | 1                | 0                | 39               | 4                |
| 2023             | 鳥取             | 33               | J3               | 21               | 3                | -                | -                | 1                | 0                | 22               | 3                |
| 2024             | 鳥取             | 33               | J3               | 15               | 0                | 1                | 0                | 0                | 0                | 16               | 0                |
| 通算             | 日本             | 日本             | J1               | 251              | 17               | 44               | 7                | 26               | 0                | 321              | 24               |
| 通算             | 日本             | 日本             | J2               | 97               | 14               | -                | -                | 1                | 0                | 98               | 14               |
| 通算             | 日本             | 日本             | J3               | 36               | 3                | 1                | 0                | 1                | 0                | 38               | 3                |
| 通算             | スペイン         | スペイン         | セグンダ         | 8                | 0                | 2                | 0                | -                | -                | 10               | 0                |
| 総通算           | 総通算           | 総通算           | 総通算           | 392              | 34               | 47               | 7                | 28               | 0                | 467              | 41               |

その他の公式戦
- 2012年
  - スーパーカップ 1試合1得点

| 国際大会個人成績 | 国際大会個人成績 | 国際大会個人成績 | 国際大会個人成績 | 国際大会個人成績 |
| 年度             | クラブ           | 背番号           | 出場             | 得点             |
| AFC              | AFC              | AFC              | ACL              | ACL              |
| ---------------- | ---------------- | ---------------- | ---------------- | ---------------- |
| 2012             | FC東京           | 8                | 7                | 2                |
| 2014             | C大阪            | 5                | 7                | 1                |
| 通算             | AFC              | AFC              | 14               | 3                |

- 2007年03月03日：Jリーグ初出場 - J1第1節 vsヴァンフォーレ甲府 (日産スタジアム)
- 2008年11月29日：Jリーグ初得点 - J1第33節 vs東京ヴェルディ (日産スタジアム)
- 2012年11月24日：J1・100試合出場 - J1第33節 vsガンバ大阪 (万博記念競技場)
- 2015年08月13日：セグンダ・ディビシオン初出場 - 第1節 vsCDミランデス (Estadio Municipal de Anduva)

## タイトル
- Jリーグ月間MVP (2013年9月)[30]

## 日本代表歴

### 出場大会など
- U-15日本代表
  - 2003年 候補合宿
- U-18日本代表
  - 2005年 - SBSカップ (準優勝)
- U-19日本代表
  - 2006年 - SBSカップ (準優勝)
- U-20日本代表
  - 2007年 候補合宿
- 日本代表
  - 2012年 - キリンチャレンジカップ
  - 2014年 - 候補合宿[66]

### 試合数
- 国際Aマッチ 0試合0得点 (2012年)

| 日本代表 | 国際Aマッチ | 国際Aマッチ |
| 年       | 出場        | 得点        |
| -------- | ----------- | ----------- |
| 2012     | 0           | 0           |
| 通算     | 0           | 0           |